# Mária Korenčiová
Mária Korenčiová (Bratislava, 27 aprile 1989) è una calciatrice slovacca, portiere del Genoa e della nazionale slovacca.

## Carriera

### Club
Nata a Bratislava nel 1989, ha iniziato a giocare a calcio nelle giovanili del Lamač, passando in seguito allo Slovan Bratislava. Arrivata in prima squadra nel 2005, vi è rimasta fino al 2012, vincendo 4 campionati consecutivi, dal 2009 al 2012, e 3 Coppe di Slovacchia (2009, 2011 e 2012). Con le slovacche ha esordito anche nei turni preliminari di Women's Cup, nell'agosto 2005, in una sconfitta per 1-0 contro le bosniache del SFK 2000.
Dopo un breve periodo allo Slavia Praga, in Repubblica Ceca, nel 2013, si è trasferita in Germania, al Sand. Ha debuttato l'8 dicembre 2013, entrando all'intervallo al posto di Mallori Lofton-Malachi nel successo interno per 7-1 sul Bad Neuenahr in 2. Bundesliga, competizione conclusa con la vittoria delle biancazzurre nel proprio girone e conseguente promozione in Frauen-Bundesliga. In massima serie ha esordito il 12 ottobre 2014, partendo titolare nella sconfitta casalinga per 4-0 contro il Wolfsburg. Ha chiuso dopo 3 stagioni con 16 presenze in prima squadra e 4 in seconda, con un 10º e un 9º posto in Frauen-Bundesliga.
Nella stagione 2016-2017 ha giocato in Svizzera, con il Neunkirch, disputando 6 gare e vincendo campionato e Coppa di Svizzera.
Nel 2017 è ritornata in Germania, al Friburgo, esordendo il 31 marzo 2018 nella trasferta contro il Werder Brema in campionato, vinta per 3-0, nella quale è entrata all' 80' al posto di Laura Benkarth. Ha terminato la stagione con 8 presenze in prima squadra e 4 in seconda, arrivando al 3º posto in campionato.
Nel luglio 2018 ha cambiato Paese, trasferendosi in Italia, dove si è aggregata al neonato Milan femminile fin dai primi giorni di ritiro. Per le prime tre stagioni è stata schierata titolare, mentre nella stagione 2021-22 è diventata la seconda di Laura Giuliani. A metà della stessa stagione ha rescisso il contratto con la società rossonera per trasferirsi in Spagna al Levante, militante in Primera División.
Il 12 luglio 2025 viene acquistata dal Genoa, neopromosso in massima serie.

### Nazionale
Ha esordito in Under-19 nel settembre 2005, giocandovi per tre anni, fino al 2008, in 12 gare ufficiali.
Il debutto con la nazionale maggiore è arrivato all'età di 17 anni, il 23 novembre 2006, quando è stata schierata titolare nel successo per 8-0 a Betzdorf, in Lussemburgo, contro Malta, ultima gara del turno preliminare delle qualificazioni all'Europeo 2009 in Finlandia.

## Statistiche

### Presenze e reti nei club
Statistiche aggiornate al 12 maggio 2024.
| Stagione        | Squadra         | Campionato      | Campionato | Campionato | Coppe nazionali | Coppe nazionali | Coppe nazionali | Coppe continentali | Coppe continentali | Coppe continentali | Altre coppe | Altre coppe | Altre coppe | Totale | Totale |
| Stagione        | Squadra         | Comp            | Pres       | Reti       | Comp            | Pres            | Reti            | Comp               | Pres               | Reti               | Comp        | Pres        | Reti        | Pres   | Reti   |
| --------------- | --------------- | --------------- | ---------- | ---------- | --------------- | --------------- | --------------- | ------------------ | ------------------ | ------------------ | ----------- | ----------- | ----------- | ------ | ------ |
| 2013-2014       | Sand            | 2.BL            | 1          | -1         | CG              | 0               | 0               | -                  | -                  | -                  | -           | -           | -           | 1      | -1     |
| 2014-2015       | Sand            | BL              | 10         | -19        | CG              | 1               | 0               | -                  | -                  | -                  | -           | -           | -           | 11     | -19    |
| 2015-2016       | Sand            | BL              | 5          | -6         | CG              | 2               | -5              | -                  | -                  | -                  | -           | -           | -           | 7      | -11    |
| Totale Sand     | Totale Sand     | Totale Sand     | 16         | -26        | -               | 3               | -5              | -                  | -                  | -                  | -           | -           | -           | 19     | -31    |
| 2016-2017       | Neunkirch       | LNA             | 25         | ?          | CS              | ?               | ?               | -                  | -                  | -                  | -           | -           | -           | 25+    | ?      |
| 2017-2018       | Friburgo        | BL              | 8          | -5         | CG              | 1               | 0               | -                  | -                  | -                  | -           | -           | -           | 9      | -5     |
| 2018-2019       | Milan           | A               | 20         | -16        | CI              | 3               | -3              | -                  | -                  | -                  | -           | -           | -           | 23     | -19    |
| 2019-2020       | Milan           | A               | 14         | -12        | CI              | 2               | -2              | -                  | -                  | -                  | -           | -           | -           | 16     | -14    |
| 2020-2021       | Milan           | A               | 20         | -11        | CI              | 5               | -4              | -                  | -                  | -                  | SI          | 1           | -1          | 26     | -17    |
| lug.-dic. 2021  | Milan           | A               | 2          | -1         | CI              | 2               | 0               | UWCL               | 0                  | 0                  | SI          | -           | -           | 4      | -1     |
| Totale Como     | Totale Como     | Totale Como     | 56         | -40        | -               | 12              | -9              | -                  | 0                  | 0                  | -           | 1           | -1          | 69     | -50    |
| gen.-giu. 2022  | Levante         | PD              | 0          | 0          | CS              | 0               | 0               | -                  | -                  | -                  | -           | -           | -           | 0      | 0      |
| 2022-2023       | Como            | A               | 16         | -29        | CI              | 1               | -1              | -                  | -                  | -                  | -           | -           | -           | 17     | -30    |
| 2023-2024       | Como            | A               | 20         | -37        | CI              | 0               | 0               | -                  | -                  | -                  | -           | -           | -           | 20     | -37    |
| Totale Como     | Totale Como     | Totale Como     | 36         | -66        | -               | 1               | -1              | -                  | -                  | -                  | -           | -           | -           | 37     | -67    |
| 2024-2025       | Freedom         | B               | 26         | -31        | CI              | 2               | -3              | -                  | -                  | -                  | -           | -           | -           | 28     | -34    |
| 2025-2026       | Genoa           | A               | -          | -          | CI              | -               | -               |                    | -                  | -                  | AWC         | -           | -           | -      | -      |
| Totale carriera | Totale carriera | Totale carriera | 167        | -168       | -               | 19              | -18             | -                  | 0                  | 0                  | -           | 1           | -1          | 187+   | -177   |

## Palmarès

### Club
- Campionato svizzero: 1

Neunkirch: 2016-2017
- Campionato slovacco femminile: 4

Slovan Bratislava: 2008-2009, 2009-2010, 2010-2011, 2011-2012
- Campionato tedesco di seconda divisione: 1

Sand: 2013-2014 (Gruppo Sud)
- Coppa Svizzera: 1

Neunkirch: 2016-2017
- Coppa di Slovacchia femminile : 3

Slovan Bratislava: 2009, 2011, 2012